# Stylops nitidae
Stylops nitidae  (лат.) — вид веерокрылых насекомых рода Stylops из семейства Stylopidae. Западная Европа, Швейцария.
Паразиты пчёл вида Andrena (Melandrena) nitida (Andrena, Andrenidae). 
Вид был впервые описан в 1954 году энтомологом Дж. Пастильсом  (Pasteels J. J.).